# 모발 관리
모발 관리(Hair care)는 두피에서 자라는 머리카락을 비롯해 얼굴, 음모 및 기타 신체 부위의 털을 대상으로 하는 위생 및 미용 전반을 일컫는 용어이다. 주로 염색, 커트, 제모, 뽑기 등의 방식으로 손질하거나, 왁싱, 슈가링, 스레딩과 같은 시술을 통해 제거할 수 있다. 미용실, 이발소, 스파 등에서 헤어 케어 서비스를 제공하며, 가정용 제품 또한 시판되고 있다. 레이저 제모 및 전기분해 제모와 같은 시술 역시 이용할 수 있는데, 미국의 경우 의료 기관이나 전문 스파에서 면허를 소지한 전문가에 의해 제공된다.

## 생물학적 과정과 위생

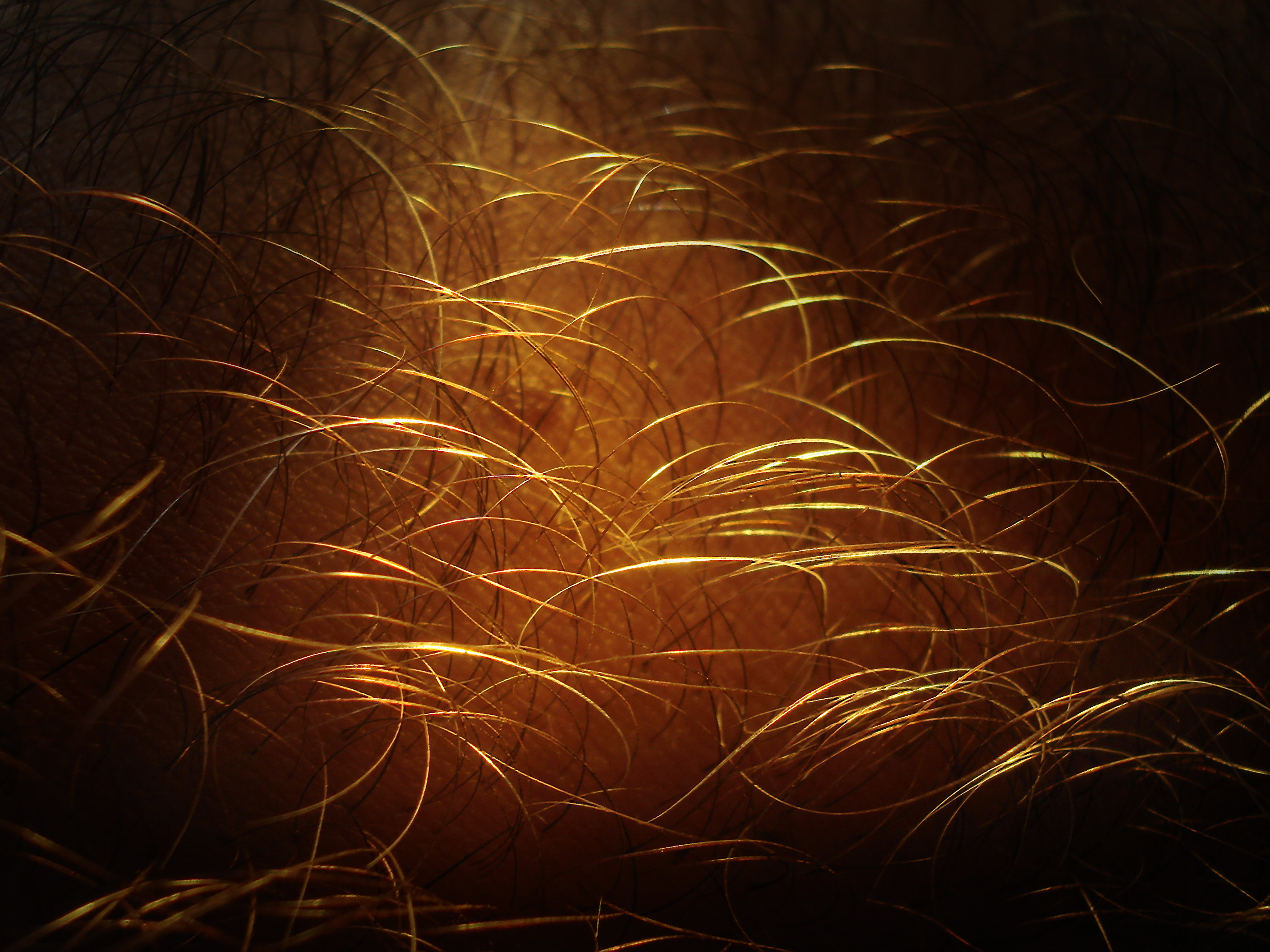
인간 모발 근접 촬영.

모발 관리와 두피 피부 관리는 별개의 문제로 여겨질 수 있으나, 실제로는 서로 밀접하게 연관되어 있다. 모발은 피부 아래에서 자라나기 때문이다. 모발의 생명력을 지닌 부분인 모낭, 모근, 모근초 및 피지선은 피부 내부에 위치하며, 피부 밖으로 드러나는 모발 축(겉껍질인 큐티클이 피질과 수질을 감싸고 있음)은 생명 활동이 없는 부분이다. 따라서 외부에 노출된 모발 축에 발생한 손상이나 변화는 생물학적 과정을 통해 회복될 수 없으나, 모발 관리를 통해 큐티클의 손상을 방지하는 것은 가능하다.
두피 피부는 신체의 다른 부위 피부와 마찬가지로 건강하게 유지되어야 하며, 이를 통해 건강한 신체와 건강한 모발 생성이 가능하다. 그러나 두피를 지나치게 자주 세정하는 경우, 모발이 거칠거나 탈모 증상을 가진 사람에게는 모발 손실이 초래될 수 있다. 모든 두피 질환이 세균 감염에 기인하는 것은 아니며, 원인이 명확하지 않은 경우도 많아 증상 완화를 중심으로 관리하는 경우가 많다. 예를 들어, 비듬과 같은 질환이 이에 해당한다.
모발 자체에 영향을 미치는 세균도 존재하는데, 세계적으로 흔한 두피 및 모발 질환 중 하나인 머릿니는 세심한 관리를 통해 제거할 수 있다. 또한 머릿니는 청결하지 못한 위생 상태와 반드시 연관된 것이 아니며, 오히려 최근 연구에서는 머릿니가 청결한 모발에서 더 잘 번식한다는 사실이 밝혀지기도 하였다. 이로 인해 머리 감기라는 표현은 다소 오해의 소지가 있을 수 있다. 건강한 모발의 생성과 유지를 위해 필요한 것은 모발 자체가 아니라 두피 피부 표면을 청결히 하는 것으로, 이는 신체 전반의 피부 위생 관리 원리와 같다.
인간 피부의 피지선은 주로 지방산으로 구성된 피지를 분비한다. 피지는 모발과 피부를 보호하며, 피부 위 미생물의 과도한 증식을 억제하는 역할을 한다. 또한 피지는 피부의 자연스러운 약산성(pH 5~6.8)을 유지하는 데 기여한다. 이 지성 물질은 모발 축을 따라 자연스럽게 이동하며 모발에 수분과 윤기를 제공하고, 모발이 건조하거나 외부 물질을 과도하게 흡수하는 것을 막는 보호막 역할을 한다.
그러나 피지가 과도하게 분비될 경우 비듬이나 각질 등으로 인해 모낭 주위가 막히는 현상이 발생할 수 있으며, 이는 모발 생장을 방해하는 ‘폐쇄된 모낭’을 유발할 수 있다. 피지는 빗질이나 브러싱을 통해 모발 축을 따라 물리적으로도 분포되는데, 과도한 피지는 모발 뿌리 부분을 기름지고 번들거리게 하며, 정상보다 색이 짙어 보이게 하고 모발이 서로 달라붙는 현상을 초래한다.
모발 세정은 과도한 땀과 피지뿐만 아니라 모발과 두피에 남아 있는 불필요한 잔여물을 제거하는 과정이다. 일반적으로 샤워나 목욕 중에 샴푸라는 특수한 계면활성제를 사용하여 이루어진다. 샴푸는 물과 함께 모발에 도포되며, 지성 또는 건성 모발용으로 개발된 특정 제품은 물의 표면장력을 깨뜨려 모발이 물에 충분히 적실 수 있도록 돕는다. 이를 적심작용(wetting action)이라 한다.
적심작용은 샴푸 분자의 머리 부분이 모발 축에 물을 끌어당기고, 꼬리 부분이 모발 축의 피지, 먼지 및 기름에 끌리는 성질에 기인한다. 샴푸의 물리적 작용은 피지와 먼지를 유화하여 물로 쉽게 헹궈낼 수 있도록 한다.
황산염이 포함되지 않은 샴푸는 일반적인 황산염 함유 샴푸에 비해 염색 모발에 덜 손상을 준다. 황산염은 천연 유분과 염색약을 제거하며, 샴푸 거품 형성의 주요 원인이기도 하다. 일반적으로 샴푸는 pH 4에서 6 사이의 산성도를 가지며, 산성 샴푸가 가장 흔히 사용된다. 산성 샴푸는 모발 축을 부풀게 하지 않고 천연 유분을 과도하게 제거하지 않아 모발 상태를 유지하거나 개선하는 데 효과적이다.

## 미용실과 힐링 테라피
일반적인 커트나 스타일링 중심의 미용실 서비스와는 달리, 두피와 모발의 건강을 중점적으로 관리하고 회복시키는 프로그램이다. 여기에 스파의 휴식 요소가 결합되어 있어, 외형적인 관리뿐 아니라 심신의 피로를 완화하는 복합적인 관리 방식으로 구성된다.
두피 건강 관리는 피지, 각질, 노폐물 등을 제거하여 청결한 상태를 유지하는 것을 기본으로 하며, 염증을 완화하고 가려움을 줄여 두피 트러블을 예방하는 데 목적이 있다. 또한, 혈액순환을 촉진함으로써 모낭의 기능을 활성화하고 건강한 모발 성장에 기여한다.
손상된 모발에 대한 회복 관리는 염색, 펌, 열기기 사용 등으로 인해 발생한 손상을 집중적으로 관리하는 것을 포함한다. 이를 위해 모발에 수분과 단백질을 공급하여 윤기와 탄력을 회복시키며, 갈라짐이나 건조함, 푸석함 등의 증상을 개선한다.
탈모 예방 및 관리 측면에서는 두피 환경을 개선하고 모근을 강화하여 탈모 발생 가능성을 줄인다. 동시에, 심리적 요인으로 작용할 수 있는 스트레스를 완화함으로써 간접적인 탈모 유발 요인을 감소시키며, 필요한 영양을 공급하여 새로운 모발의 성장을 유도한다.
심신의 이완을 위한 요소로는 마사지와 아로마 테라피가 포함되어 있으며, 이를 통해 긴장을 완화하고 정서적 안정을 도모한다.

## 헤어 스타일링 도구
헤어 스타일을 연출하는 데 사용되는 도구로는 다음과 같은 것들이 있다.
- 헤어 드라이어(Hair Dryer): 머리카락을 빠르게 건조시키는 동시에, 열과 바람을 이용하여 원하는 스타일을 형성하는 데 사용된다. 볼륨을 살리거나 머리결을 정돈하는 데 효과적이다.
- 헤어 아이론(Hair Iron): 열을 이용해 머리카락의 형태를 바꾸는 도구로, 스트레이트너(고데기)와 컬링 아이론(봉고데기) 등이 있다. 곱슬머리를 펴거나 웨이브를 만드는 데 사용된다.
- 빗(Comb): 머리카락을 정리하고 가르마를 나누는 데 사용된다. 가는 빗, 넓은 빗, 꼬리빗 등 종류에 따라 다양한 스타일링이 가능하다.
- 솔빗(Brush): 드라이를 하면서 머리를 매끄럽게 정돈하거나, 볼륨을 살리는 데 사용된다. 쿠션 브러시, 라운드 브러시 등 모양에 따라 용도가 다르다.
- 헤어 롤러(Hair Roller): 머리에 컬이나 볼륨을 줄 때 사용하는 도구이다. 일반 롤러뿐 아니라 열을 가하는 전동 롤러도 있다.
- 헤어 클립(Hair Clip): 머리를 섹션별로 나누어 고정할 때 사용되며, 스타일링 중 머리카락을 정리할 때 유용하다.
- 헤어핀(Hair Pin): 스타일을 고정하거나 장식용으로 사용하는 핀으로, 실핀, U핀, 장식핀 등 다양한 종류가 있다.
- 헤어 타이(Hair Tie): 머리를 묶을 때 사용하는 밴드형 도구로, 실용성과 장식성을 겸한 다양한 디자인이 존재한다.
- 헤어 밴드(Hair Band): 앞머리를 정리하거나 헤어스타일에 포인트를 주는 데 활용되며, 스포츠형부터 패션형까지 다양하다.
- 칸자시(Kanzashi): 일본의 전통 장식용 머리핀으로, 화려한 업스타일을 연출할 때 사용된다.
- 리본(Ribbon): 묶은 머리에 장식용으로 활용되며, 다양한 색상과 재질로 스타일에 변화를 줄 수 있다.

## 헤어 제품
머리 관리에 있어서 미생물군집(마이크로바이옴)의 역할은 매우 중요하다. 전 세계적인 규제 기준을 충족시키기 위해서는 여러 도전과 기회가 공존한다. 헤어 케어 제품의 안전성을 평가하기 위한 다양한 모델과 방법들이 국제적인 맥락에서 활용되고 있으며, 이들 제품이 실험실 테스트 단계에서부터 시장에 이르기까지의 과정을 중점적으로 관리하고 있다.
제품이 안전하게 다뤄질 수 있도록 임상 및 전임상 평가가 전 세계 규제에 부합하도록 시행되고 있다. 또한 실험실 외 모낭 모델을 사용함으로써 제품의 안전성과 효능을 추가적으로 보장하는 체계를 마련하고 있다.
헤어 스타일의 형성과 유지에 사용되는 화장품에는 다음과 같은 제품들이 포함된다.

### 세정제
모발과 두피에 축적된 노폐물, 피지, 미세먼지 및 스타일링 제품의 잔여물을 효과적으로 제거함으로써, 청결하고 건강한 두피 환경을 조성하는 데 목적이 있다.
- 샴푸(Shampoo): 모발과 두피를 기본적으로 세정하며, 피지 및 외부 오염 물질을 효과적으로 제거한다.
- 딥 클렌징 샴푸(Deep Cleansing Shampoo): 일반 샴푸보다 강력한 세정력을 지녀, 과도한 유분이나 잔여물을 집중적으로 제거한다.
- 두피 스케일러(Scalp Scaler): 두피에 축적된 각질과 피지를 화학적 또는 물리적으로 제거하여, 두피의 숨쉬는 기능을 회복시키고 트러블 발생을 예방한다.

### 영양 및 보습, 손상 케어
모발에 영양과 수분을 공급함으로써 손상된 모발을 개선하고, 건강한 상태를 유지하는 데 목적이 있다. 건조함, 갈라짐, 윤기 부족 등의 손상 징후를 완화하며, 모발 본연의 탄력과 부드러움을 회복하도록 돕는다.
- 헤어 컨디셔너(Hair Conditioner): 샴푸 후 사용하여 모발의 엉킴을 방지하고, 표면을 부드럽게 정돈하는 데 기여한다.
- 헤어 마스크((Hair Mask): 고농축 보습 및 영양 성분을 함유하여, 손상 모발에 집중적인 관리를 제공한다.
- 헤어팩(Hair Pack): 일정 주기로 사용하여 모발 깊숙이 영양을 공급하고, 구조적 손상을 케어한다.
- 트리트먼트(Treatment): 모발의 큐티클 층을 강화하고, 전반적인 모발 상태를 개선하는 데 효과적이다.
- 헤어 앰플(Hair Ampoule): 고기능성 성분이 농축되어 있어, 짧은 시간 내 집중적인 효과를 기대할 수 있다.
- 헤어 에센스(Hair Essence): 수시로 사용할 수 있는 가벼운 제형으로, 모발에 윤기와 유연성을 부여한다.
- 헤어 세럼(Hair Serum): 손상된 모발을 보호하고, 외부 자극으로부터 모발을 코팅하여 건강한 상태를 유지한다.
- 헤어 오일(Hair Oil): 갈라진 끝부분 및 건조한 모발에 보습과 광택을 부여하며, 윤기 있는 모발로 연출한다.

### 스타일링
원하는 헤어 스타일을 연출하고 장시간 유지하는 데 사용되며, 모발의 형태를 고정하거나 질감과 볼륨을 부여하는 역할을 수행한다.
- 헤어 스프레이((Hair Spray): 완성된 스타일을 고정하고 유지력을 높이는 데 사용되며, 강도에 따라 자연스러운 고정부터 강력한 홀딩까지 다양하게 적용 가능하다.
- 무스(Mousse): 가볍고 풍성한 거품 제형으로, 모발에 볼륨감을 부여하며 유연한 스타일링을 돕는다.
- 헤어젤(Hair Gel): 강한 고정력과 윤기를 제공하여 날카로운 스타일이나 젖은 머리 연출에 적합하다.
- 헤어 왁스(Hair Wax): 유연한 고정력과 질감 표현에 용이하며, 반복적인 스타일링에도 자연스러운 연출이 가능하다.
- 포마드(Pomade): 높은 광택과 정돈된 스타일링에 적합하며, 클래식한 웻 스타일 연출에 자주 사용된다.
- 클레이(Clay): 매트한 마무리감과 강한 고정력을 제공하며, 볼륨 있는 스타일이나 내추럴한 질감 표현에 적합하다.
- 헤어 크림(Hair Cream): 부드러운 질감과 자연스러운 윤기를 더하며, 모발에 영양을 공급하면서도 가볍게 스타일링할 수 있다.
- 에멀전(Emulsion): 크림보다 묽은 질감으로, 부드러운 스타일링과 동시에 모발을 정돈하는 데 효과적이다.
- 텍스처라이징 스프레이(Texturizing Spray): 모발에 텍스처와 볼륨을 부여하며, 자연스럽고 흐트러진 듯한 스타일 연출에 적합하다.

## 머리카락 길이
일반적으로 머리카락은 그 길이에 따라 여러 명칭으로 분류되며, 이는 머리카락이 신체의 어느 부위에 도달하는지를 기준으로 한다. 아래는 대표적인 머리카락 길이의 분류이다.
- 대머리(Bald): 두피에 머리카락이 전혀 없는 상태.
- 삭발(Shaved): 머리카락을 두피에 가깝게 완전히 면도한 상태.
- 버즈컷(Buzz): 매우 짧아 거의 머리카락이 없는 것처럼 보이는 길이.
- 크롭컷(Cropped): 버즈컷보다 약간 길며, 전체적으로 짧은 머리.
- 쇼트 백 앤 사이드(Short back and sides): 크롭컷보다는 길지만 귀를 덮지 않는 길이.
- 귀 길이(Ear-length): 머리카락이 귀에 닿는 정도의 길이.
- 턱 길이(Chin-level): 머리카락이 턱 선까지 자란 길이.
- 목 또는 어깨 길이(Flip-level): 머리카락이 목덜미 또는 어깨에 닿는 길이.
- 어깨 길이(Shoulder-length): 머리카락이 어깨에 도달하는 길이.
- 겨드랑이 길이(Armpit-length): 머리카락이 겨드랑이 부위까지 내려오는 길이.
- 등 중간 길이(Midback-level): 갈비뼈 중간 또는 등 중앙 부위까지 도달하는 길이.
- 허리 길이(Waist-length): 머리카락이 허리의 가장 가는 부분, 즉 골반뼈 위까지 내려오는 길이.
- 엉덩이 길이(Hip-length): 머리카락이 엉덩이의 윗부분에 도달하는 길이.
- 꼬리뼈 길이(Tailbone-length): 머리카락이 꼬리뼈 부위까지 내려오는 길이.
- 클래식 길이(Classic length): 머리카락이 다리와 엉덩이가 맞닿는 지점까지 도달하는 길이.
- 허벅지 길이(Thigh-length): 머리카락이 허벅지 중간까지 내려오는 길이.
- 무릎 길이(Knee-length): 머리카락이 무릎에 도달하는 길이.
- 종아리 길이(Calf-length): 머리카락이 종아리 부위까지 내려오는 길이.
- 바닥 길이(Floor-length): 머리카락이 바닥에 닿을 정도로 긴 길이.

## 화학적 변형
파마나 염색과 같은 화학적 변형은 모발의 색상과 질감을 변화시키기 위해 시행된다. 이러한 변화는 모두 일시적인 것으로, 현재로서는 영구적인 변형이 불가능하다.
화학적 변형은 두피 위로 드러난 모발에만 영향을 미치며, 모근이 손상되지 않는 한 새로 자라는 모발은 본래의 색상과 질감을 유지한다.

### 염색
염색은 모발 축에 색소를 더하거나 제거하는 과정이다. 색소를 더하는 경우를 염색이라고 하며, 색소를 제거하는 경우를 탈색이라고 한다.
일시적인 염색은 모발 축 표면에 색소를 덮어 씌우는 방식으로, 시간이 지나면 쉽게 씻겨 나간다. 대부분의 영구 염색은 모발의 큐티클을 열어 내부로 색소가 침투하도록 해야 한다. 이 과정에서 사용하는 화학물질은 모발의 구조를 변화시키며, 큐티클이나 내부 구조에 손상을 줄 수 있어 모발이 건조하고 약해지며 쉽게 부러질 위험이 있다. 염색 후에는 큐티클이 완전히 닫히지 않아 모발이 거칠어지거나 색소가 빠르게 빠질 수 있다. 일반적으로 기존 모발색보다 더 밝은 색으로 염색할수록 손상 정도가 커질 수 있다. 화학 염료 외에도 헤나, 인디고 등 천연 허브를 이용하거나 암모니아가 없는 제품을 선택하는 방법도 있다.
최근에는 자연 친화적이고 무독성 염모제에 대한 선호가 증가하면서 친환경 제품의 수요도 함께 늘어나고 있다. 동물의 멜라닌이나 식물의 커큐민과 같은 다양한 천연 색소가 염색에 활용되고 있으며, 이러한 생물 친화적이고 자극이 적은 천연 염료가 기존 화학 염모제의 대안으로 주목받고 있다. 이들 천연 염료는 정전기 방지, 항산화, 항균 효과 등의 장점을 가진 것으로 알려져 있으나, 그 색소 작용 기전은 아직 충분히 연구되지 않은 상태이다. 건강한 염색 제품을 만들기 위한 자연 유래 성분의 활용이 점차 확대되고 있다.

### 헤어 스트레이트닝
파마와 리락서 또는 열 재생을 이용한 매직 시술은 모발의 곱슬기나 직모 상태에 영향을 주기 위해 모발 내부 구조를 화학적으로 변화시키는 과정이다. 화학적 처리를 받은 모발은 약해지기 쉬우므로, 화학적 변형을 거치지 않은 모발보다 더욱 부드럽고 세심한 관리가 필요하다.

## 모발의 유형

### 긴 머리
많은 산업 분야에서는 작업자의 부상을 방지하기 위해 모발을 정리하거나 고정할 것을 요구한다. 이러한 산업에는 건설업, 공공시설 관리, 그리고 다양한 종류의 기계 작업장이 포함된다. 또한 공중위생상의 이유로 모발을 정리해야 하는 직업도 많은데, 대표적인 예가 식품 산업이다. 안전상의 이유로 유사한 제한이 요구되는 스포츠 종목도 있다. 이는 모발이 눈을 가리거나 시야를 방해하는 것을 막고, 스포츠 장비나 나무·관목에 걸리거나 혹은 심한 기상 조건이나 물 속에서 모발이 엉키는 것을 방지하기 위한 것이다. 오토바이나 오픈카와 같이 바람이 강하게 부는 환경에서 긴 머리카락이 흩날리지 않도록 하는 것도 대개 안전을 위한 조치이다.

### 연약한 피부
아기와 노인의 두피 피부는 호르몬 수치에 따라 피지선 분비가 감소한다는 점에서 유사하다. 피지선은 피지를 분비하는데, 이 피지는 두피의 산성막을 유지하고 피부를 부드럽고 촉촉하게 보호하는 코팅 역할을 한다. 성인의 경우 평균적으로 2~3일마다 피지가 과도하게 쌓이게 되며, 피부가 민감한 사람은 그 간격이 더 길어질 수 있다. 청소년은 대개 매일 모발 세정이 필요하다.
피지는 모발에도 보호막을 형성하는데, 매일 세정을 하면 피지가 제거되어 피부가 두피에 수분이 부족하다고 인식하여 피지 분비가 증가하게 된다. 다만 두피 질환이 있는 경우에는 상황이 다를 수 있다. 아기와 노인의 경우 피지선 분비가 최고조에 달하지 않기 때문에 일반적으로 매일 세정할 필요는 없다.

## 손상 치료

### 끝 갈라짐
끝 갈라짐은 정식 명칭으로 '모발 분열'이라 하며, 이는 모발 섬유 끝부분의 보호막 역할을 하는 큐티클이 벗겨져 발생하는 현상이다.
이 상태는 모발 섬유가 길게 갈라지는 것을 의미한다. 열과 같은 화학적 또는 물리적 손상이나 외부 자극으로 인해 모발이 점차 손상되면 결국 끝 갈라짐이 나타날 수 있다. 일반적으로 손상된 모발 섬유는 두세 가닥으로 갈라지며, 갈라진 길이는 2~3cm 정도에 이른다. 끝 갈라짐은 주로 긴 모발에서 관찰되지만, 상태가 좋지 않은 짧은 모발에서도 발생할 수 있다.
모발이 자라면서 두피에서 분비되는 천연 보호 오일이 모발 끝까지 도달하지 못하는 경우가 많다. 모발 끝은 약 10cm 정도 자라면 오래된 것으로 간주되는데, 이는 자외선에 오랜 시간 노출되고 여러 차례 샴푸를 거치며, 헤어 드라이어나 고데기 등의 열에 과도하게 노출되었기 때문이다. 이로 인해 모발 끝은 건조하고 부서지기 쉬운 상태가 되어 갈라짐이 발생하기 쉽다. 잦지 않은 커트와 보습 관리 부족은 이러한 상태를 더욱 악화시킨다.

### 모발 손상 및 부러짐
모발은 화학 물질에 노출되거나, 열 스타일링 기구 사용과 같이 장기간 또는 반복적인 열 노출, 그리고 파마나 매직 시술로 인해 손상될 수 있다. 기름기는 거친 모발과 건조한 두피에 해로울 수 있는데, 이는 모발에 영양 공급을 감소시켜 갈라짐과 탈모를 유발할 수 있다. 모발이 평소와 다르게 이상한 상태를 보이거나 두피에 피부 질환이 발생할 경우, 자격을 갖춘 일반 의사뿐만 아니라 때로는 피부과 전문의나 모발 전문가(트리콜로지스트)를 찾아가는 것이 필요하다. 이러한 전문적인 도움이 필요한 상태에는 탈모, 모발 뽑기, 모발이 곧게 뻗는 현상, 모발에 생기는 검은 점, 그리고 화학 시술로 인한 발진이나 화상 등이 포함된다. 한편, 젤은 모발에 윤기를 주지만 모발을 건조하게 하여 거칠게 만들 수 있다.
두피에는 다양한 질환이 발생할 수 있으며, 그 증상은 매우 다양하다. 이상한 냄새나 출혈, 혹과 같은 눈에 띄는 변화가 나타날 수 있으며, 피부 표면에 흰색이나 본인의 자연 피부색과 다른 색을 띠는 딱지 같은 피부 축적물이 생기기도 한다.
또한 피부 쓸림 현상이나 뭉쳐서 빠지는 모발, 쉽게 떨어지지 않는 뭉친 각질, 비듬과 덩어리 등이 관찰될 수 있다. 두피와 모발이 건조해지는 경우도 흔하며, 여러 차례 세정에도 불구하고 사라지지 않는 심한 가려움증과 함께 두피 피부가 붉게 변하는 발적 증상이 동반될 수 있다. 이 밖에도 부분적인 탈모나 고름 같은 분비물, 모발 탈락 등의 증상이 나타날 수 있다.
이러한 증상들은 두피 질환의 징후일 수 있으므로 정확한 원인 파악과 적절한 치료를 위해 전문의의 상담이 필요하다.
두피는 진드기, 이, 모낭 감염 또는 곰팡이 감염에 노출될 수 있다. 또한 모발에 사용하는 화학 제품, 심지어 샴푸나 컨디셔너의 성분에 알레르기 반응이 발생할 수도 있다. 비듬(주로 과도한 피지와 관련), 건선, 습진, 지루성 피부염 등이 대표적인 두피 문제이다.
규칙적으로 머리를 감아도 몇 주간 지속되는 냄새는 두피 건강 문제를 시사할 수 있다.
모든 각질이 비듬은 아니다. 예를 들어, 일부 각질은 단순히 두피에 쌓인 제품 잔여물일 수 있다. 이는 컨디셔너를 두피에 바르고 제대로 씻어내지 않는 습관에서 비롯되며, 두피에 마르면서 각질처럼 떨어지고 가려움증을 유발할 수 있으나 건강상 문제는 없다.
탈모에는 여러 원인이 있으나, 가장 흔한 원인은 호르몬 문제이다. 호르몬 변화는 종종 모발 상태에 영향을 미친다. 탈모가 모두 남성형 탈모로 이어지는 것은 아니며, 여성 역시 탈모를 겪을 수 있다. 탈모 치료제는 보통 꾸준히 3개월 정도 사용해야 효과가 나타나며, 치료를 중단하면 성장한 모발이 다시 빠질 수 있다.
특히 여성에게서 갑상선 질환은 진단되지 않은 경우가 많다. 모발이 뭉텅이로 빠지는 증상은 갑상선 문제를 시사하는 징후 중 하나다. 현재 많은 부인과 검사에서 갑상선 혈액 검사가 일반적으로 포함되고 있으며, 갑상선 이상은 종종 모발 상태에서 먼저 드러난다.
임신과 수유 기간 동안에는 정상적인 모발 탈락 과정이 보통 중단된다(임신 3개월경부터 신체가 호르몬 변화를 인지하고 조절하기 시작하기 때문). 수유 기간이 길어질수록 탈락 중단 기간도 연장된다(유축 시에도 포함). 이 기간이 끝나면 약 2개월 정도 호르몬이 정상으로 돌아가며, 이후 3~6개월 동안 모발 탈락이 급격히 증가하다가 점차 정상 볼륨으로 회복된다. 임신과 수유 중에는 호르몬 변화로 인해 모발이 더 굵고 윤기 있어 보이는 경우가 흔하다. 또한 모발 색상이나 질감(예: 곱슬기가 줄거나 늘어나는 현상)이 변화하는 경우도 있으며, 이러한 변화는 생각보다 자주 발생하지만 잘 보고되지 않는 편이다.

### 일반적인 탈모
어떤 사람들은 머리를 완전히 밀어버리기도 하며, 일부는 탈모를 일으키는 질병(예를 들어 특정 암 종류 모든 암이나 암 치료가 반드시 탈모를 의미하는 것은 아님)을 앓거나 탈모로 인해 머리를 밀기로 결정하기도 한다.

### 모발 관리와 영양
건강한 모발은 유전적 요인과 신체 건강 상태에 영향을 받는다. 올바른 영양 섭취는 모발 건강에 매우 중요하다. 모발의 생명력 있는 부분은 두피 아래, 모낭 속에 위치한 모근에 있다. 모낭과 모근 전체는 혈관을 통해 영양분을 공급받으며, 혈액은 모낭과 모근에 필요한 영양소를 전달한다. 스트레스, 외상, 약물 복용, 만성 질환 또는 일시적인 질병, 중금속 오염, 흡연 등 다양한 요인이 모발의 성장과 상태에 영향을 미칠 수 있다.
일반적으로 단백질, 과일, 채소, 지방, 탄수화물이 골고루 포함된 균형 잡힌 식단을 유지하는 것이 중요하다. 일부 비타민과 미네랄은 체내 흡수 또는 전달을 위해 지방이 필요하다. 영양 결핍은 보통 모발에 가장 먼저 나타난다. 경미한 빈혈도 탈모를 유발할 수 있다. 특히 비타민 B군, 그중에서도 비오틴이 건강한 모발에 가장 중요하다. 비타민 B5(판토텐산)는 모발에 유연성과 강도, 윤기를 부여하며 탈모와 흰머리 예방에 도움을 준다. 비타민 B6는 비듬 예방에 효과적이며, 시리얼, 달걀 노른자, 간 등에 많이 함유되어 있다. 비타민 B12는 탈모 예방에 도움을 주며, 생선, 달걀, 닭고기, 우유 등에 포함되어 있다.
몸이 스트레스를 받으면 생명 유지에 중요한 기관을 우선적으로 보호하므로, 모낭에 산소와 영양분이 충분히 공급되지 않아 모발이 건강하지 못하거나 성장 속도가 떨어질 수 있다. 모든 모발 성장 문제의 원인이 영양 부족은 아니지만, 이는 진단에 있어 중요한 단서가 된다.
두피 모발은 평균적으로 한 달에 약 1.25cm 정도 자라며, 샴푸나 비타민이 이 성장 속도를 현저히 바꾸는 것으로는 알려져 있지 않다. 모발 성장 속도는 유전, 성별, 연령, 호르몬 상태에 따라 다르며, 영양 결핍(예: 식욕부진, 빈혈, 아연 결핍)이나 호르몬 변화(예: 폐경, 다낭성 난소 증후군, 갑상선 질환)에 의해 저하될 수 있다.
오메가-3 지방산, 단백질, 비타민 B12, 철분이 풍부한 생선은 건조한 두피와 윤기 없는 모발을 예방한다. 짙은 녹색 채소에는 비타민 A와 C가 풍부하여 피지 생성에 도움을 주고 자연스러운 모발 컨디셔너 역할을 한다. 콩류는 모발 성장에 필요한 단백질과 철분, 아연, 비오틴을 함유하고 있다. 비오틴은 탄소 이산화물, 단백질, 지방, 탄수화물 대사에 관여하는 특정 효소를 활성화하며, 비오틴 결핍은 모발이 부서지기 쉽고 탈모를 유발할 수 있다. 비오틴은 시리얼 곡물, 간, 달걀 노른자, 대두 가루, 효모에서 찾을 수 있다. 견과류는 셀레늄이 풍부하여 두피 건강에 중요하다.
알파 리놀렌산과 아연도 함유되어 있어 모발을 건강하게 유지하고 아연 부족으로 인한 탈모를 방지한다. 단백질 결핍이나 질 낮은 단백질 섭취는 약하고 부서지기 쉬운 모발을 만들며, 결국 모발 색소 손실로 이어질 수 있다. 유제품은 칼슘의 좋은 공급원으로, 모발 성장에 필수적이다. 균형 잡힌 식단은 건강한 두피와 모발을 유지하는 데 필수적이다.

## 같이 보기
- 머리감기
- 머리카락
- 머리 모양
- 모발